# Nieuw-Zeeland op de Olympische Winterspelen 1976
Tijdens de Olympische Winterspelen van 1976, die in Innsbruck (Oostenrijk) werden gehouden, nam Nieuw-Zeeland voor de vijfde keer deel.

## Deelnemers en resultaten

### Alpineskiën
| Olympiër        | Discipline       | Resultaat | Prestatie                        |
| --------------- | ---------------- | --------- | -------------------------------- |
| Robin Armstrong | afdaling (m)     | dnf       | opgave                           |
| Robin Armstrong | reuzenslalom (m) | dnf-1     | opgave run 1                     |
| Robin Armstrong | slalom (m)       | dnf-1     | opgave run 1                     |
| Stuart Blakely  | afdaling (m)     | 53e       | 1.57,91 (+12,18)                 |
| Stuart Blakely  | reuzenslalom (m) | dnf-2     | opgave run 2                     |
| Stuart Blakely  | slalom (m)       | 35e       | 2.28,77 (+25,48) 1.13,17+1.15,60 |
| Brett Kendall   | afdaling (m)     | 60e       | 2.00,57 (+14,84)                 |
| Brett Kendall   | reuzenslalom (m) | 44e       | 4.04,05 (+37,08) 2.01,82+2.02,23 |
| Brett Kendall   | slalom (m)       | 36e       | 2.38,38 (+35,09) 1.18,12+1.20,26 |
|                 |                  |           |                                  |
| Sue Gibson      | afdaling (v)     | 38e       | 2.03,49 (+17,33)                 |
| Sue Gibson      | reuzenslalom (v) | 42e       | 1.49,30 (+20,17)                 |
| Sue Gibson      | slalom (v)       | 19e       | 2.03,53 (+32,99) 1.02,59+1.00,94 |
| Janet Wells     | reuzenslalom (v) | 41e       | 1.48,42 (+19,29)                 |

Andorra · Argentinië · Australië · België · Bondsrepubliek Duitsland · Bulgarije · Canada · Chili · Duitse Democratische Republiek · Finland · Frankrijk · Griekenland · Groot-Brittannië · Hongarije · IJsland · Iran · Italië · Japan · Joegoslavië · Libanon · Liechtenstein · Nederland · Nieuw-Zeeland · Noorwegen · Oostenrijk · Polen · Roemenië · San Marino · Sovjet-Unie · Spanje · Taiwan · Tsjecho-Slowakije · Turkije · Verenigde Staten · Zuid-Korea · Zweden · Zwitserland